# Navy Yard-Ballpark
Navy Yark-Ballpark è una stazione della metropolitana di Washington, situata sulla linea verde. Si trova nel quartiere di Navy Yard, nei pressi del Washington Navy Yard e del Nationals Park.
È stata inaugurata il 28 dicembre 1991, contestualmente all'apertura del tratto L'Enfant Plaza-Anacostia. Originariamente chiamata solo Navy Yard, ha preso il nome attuale nel 2011.
La stazione è servita da autobus del sistema Metrobus (anch'esso gestito dalla WMATA) e da autobus della Maryland Transit Administration e della Potomac and Rappahannock Transportation Commission, nonché dal DC Circulator.

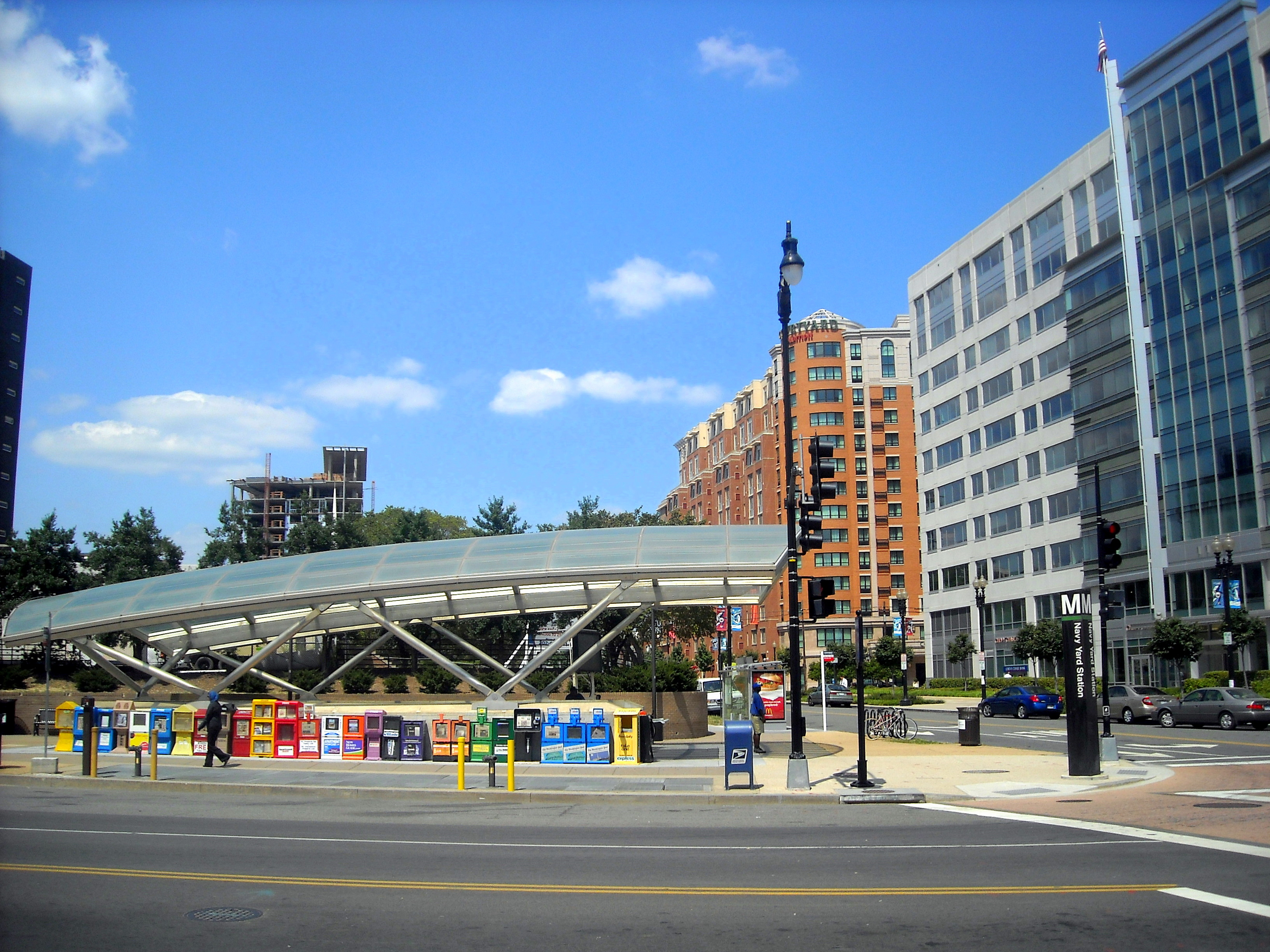
L'ingresso della stazione sulla New Jersey Avenue, Washington, D.C.